# Alfke
Alfke ist ein niederdeutscher Vorname, der weiblich oder männlich gebraucht werden kann. 
Aus dem Vornamen leiten sich auch die Familiennamen Alfke und Alfken ab, die damit sinngemäß „aus der Familie des Alfke“ bedeuten. Der überwiegende Teil der Namensträger wohnt entsprechend der Namensherkunft in Norddeutschland.

## Familienname
- Hans Alfken (1899–1994), deutscher Reformpädagoge
- Johann Dietrich Alfken (1842–1945), deutscher Entomologe und Bienenforscher
- Marliese Alfken (1933–2016), deutsche Politikerin